# گورمایل سینگ
گورمایل سینگ (انگلیسی: Gurmail Singh؛ زادهٔ ۱۰ دسامبر ۱۹۵۹) بازیکن هاکی روی چمن اهل هند بود.
وی به‌همراه تیم ملی هاکی روی چمن مردان هند به قهرمانی بازی‌های المپیک تابستانی ۱۹۸۰ دست پیدا کرده‌است.